# PM md. 86
PM md. 86 (rum. Pușcă Automată model 1986; hrv. Automatska puška model 1986) je rumunjska inačica sovjetske automatske puške AK-74. Riječ je o standardnom oružju rumunjskih oružanih snaga koje je zamijenilo stariju pušku PM md. 63/65 te koristi streljivo kalibra 5.45×39 mm.

## Povijest
Tijekom 1970-ih, zemlje članice Varšavskog pakta započele su sa standardizacijom svojeg oružja na novi sovjetski kalibar 5.45×39 mm. SSSR je tada svojim satelitima ponudio licencu za novu automatsku pušku AK-74, međutim Rumunjska ju je odbila jer nije htjela proizvoditi sovjetski klon. Tako je u drugoj polovici 1980-ih razvijen vlastiti PM md. 86.
Osim automatskih pušaka, proizvode se i karabinske inačice namijenjene specijalnim jedinicama.

## Karakteristike
Puška umjesto klasičnog sklopivog metalnog kundaka koristi kundak u obliku žice koji se temelji na istočnonjemačkom dizajnu. U usporedbi na stariji model, PM md. 86 je zadržao drvenu ručku na prednjem rukohvatu. Sama ručka je proizvedena od kompozitnog drva a pištoljski i prednji rukohvat od bakelita.
Skidanjem ručke ispod cijevi puške, moguće je montirati AG-40. Riječ je o rumunjskoj kopiji sovjetskog bacača granata GP-25. Postoji i mogućnost postavljanja picatinny šina na koje je moguće postaviti laser ili svjetiljku.

## Inačice
- PM md. 1986: standardna inačica kalibra 5.45 mm a koja obuhvaća modele s fiksnim drvenim i sklopivim metalnim kundakom kao i karabinsku inačicu.
- PM md. 1997: novija inačica kalibra 5.56 mm sa sklopivim metalnim kundakom ili karabinom.
- PM md. 2000: nadograđena verzija starijeg modela 97, također kalibra 5.56 mm. Ova inačica obuhvaća modele s fiksnim i sklopivim kundakom.

## Korisnici
- Rumunjska:[2] standardna automatska puška u rumunjskoj vojsci i zamjena za stariji PM md. 63/65 koji je danas tek u službi ratne mornarice i rezervnih snaga.
- Paragvaj[2]

## Vidjeti također
- PM md. 63/65